# آی‌ان‌اس سیندراج (اس۵۷)
آی‌ان‌اس سیندراج (اس۵۷) (به انگلیسی: INS Sindhuraj (S57)) یک زیردریایی است که طول آن ۷۲٫۶ متر (۲۳۸ فوت) می‌باشد. این زیردریایی در سال ۱۹۸۷ ساخته شد.